# ドナウ川クルーズ

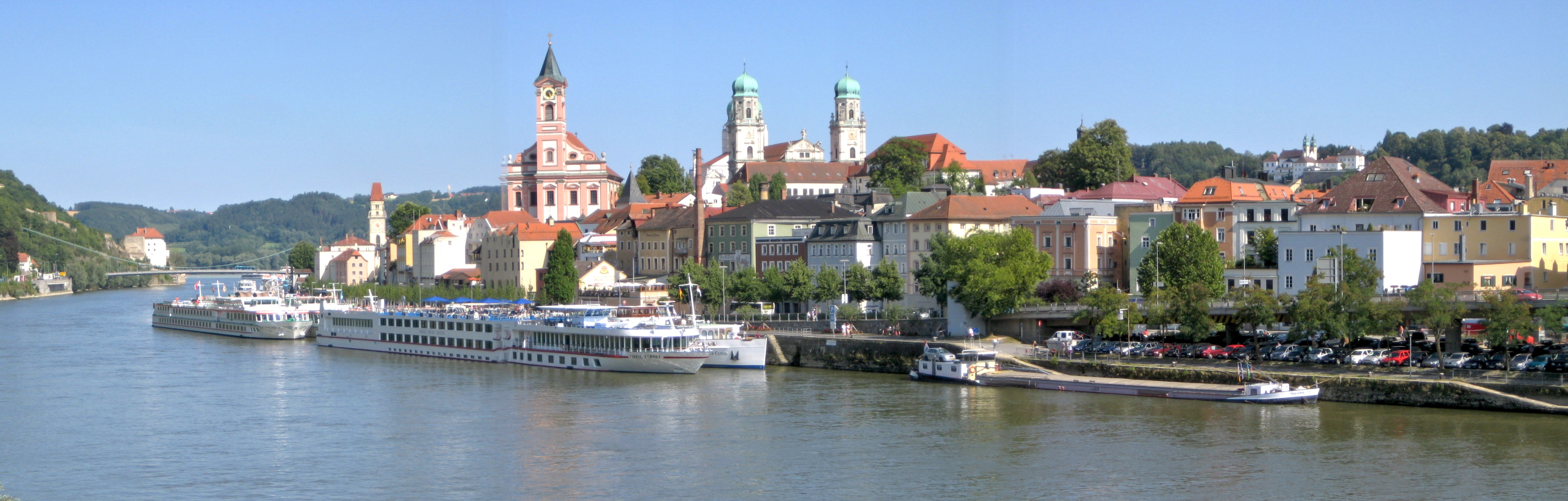
ドイツ・パッサウのドナウ川で

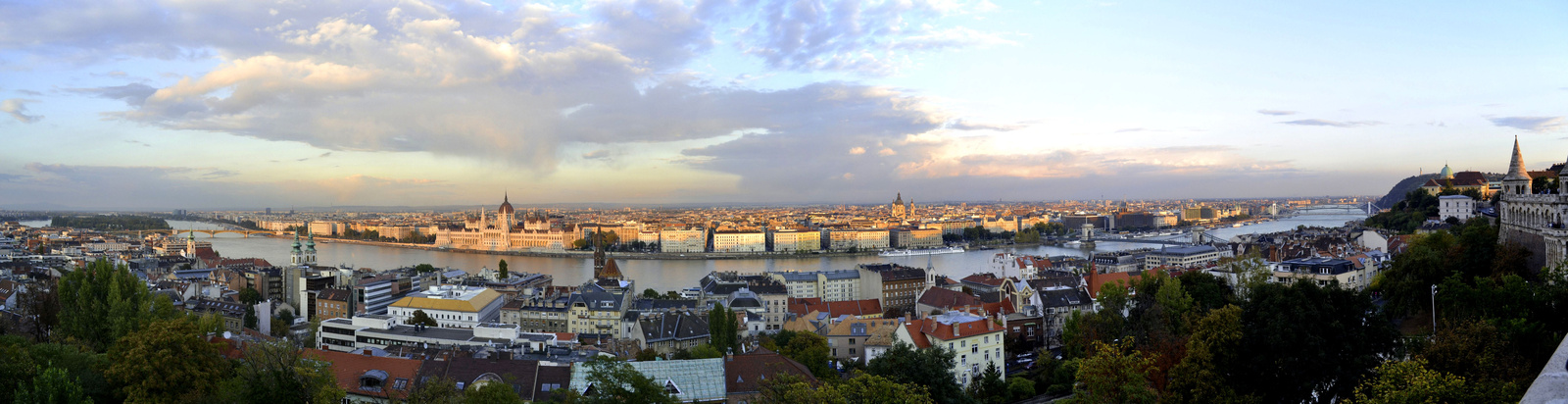
ハンガリー・ブダペストのドナウ川

ドナウ川クルーズ（ドナウがわクルーズ、英語: Danube River cruise）はヨーロッパの大河・ドナウ川を船で航行することで、特にドイツ・パッサウからハンガリー・ブダペストまでが観光航路として盛んで、東洋の長江クルーズに相当する。

## 航路
現在、ドナウ川では黒海からルーマニアのブライラまで航海用大型船の航行ができ、河川航行用船舶ではドイツのケルハイム（Kelheim）まで、小型船ならウルムまで可能である。1992年完成のライン・マイン・ドナウ運河により、北海のロッテルダムから黒海のスリナまで航行ができ、1994年からは汎ヨーロッパ回廊にも指定された。

## 観光
観光客用にクルーズ客船の運用も盛んで、ドナウ川クルーズは東洋の長江三峡下りに相当し、特にドイツ南部パッサウからハンガリー・ブダペストまでが盛んで、途中オーストリア・スロバキアを経由する。

## 文化
文学や芸術関係では、ヨハン・シュトラウス2世の合唱用のウィンナ・ワルツ「美しく青きドナウ」（1867年）がよく知られている。